# Hypera viciae
Hypera viciae är en skalbaggsart som först beskrevs av Leonard Gyllenhaal 1813.  Hypera viciae ingår i släktet Hypera, och familjen vivlar. Arten är reproducerande i Sverige.